# Aube

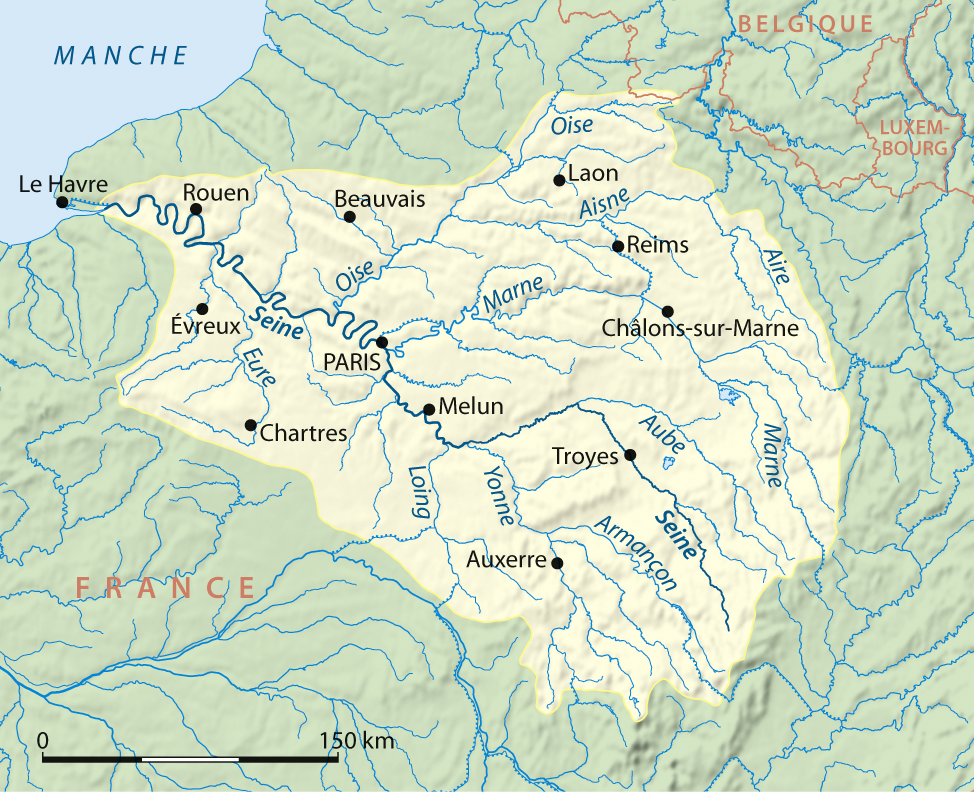
Die Aube im Becken der Seine

Die Aube ist ein Fluss in Frankreich. Ihre Quelle liegt auf dem Plateau von Langres, im Gemeindegebiet von Auberive, in einer Höhe von 378 Metern. Sie entwässert generell Richtung Nordwest und mündet nach rund 249 Kilometern bei Marcilly-sur-Seine als rechter Nebenfluss in die Seine. Nach dem Fluss ist auch das französische Département Aube benannt. Er fließt durch den Regionalen Naturpark Forêt d’Orient.

## Durchquerte Départements
in der Region Grand Est:
- Haute-Marne
- Aube
- Marne

in der Region Bourgogne-Franche-Comté:
- Côte-d’Or

## Orte am Fluss
- Auberive
- Montigny-sur-Aube
- Laferté-sur-Aube
- Ville-sous-la-Ferté
- Bar-sur-Aube
- Dienville
- Brienne-la-Vieille
- Arcis-sur-Aube
- Plancy-l’Abbaye
- Anglure
- Marcilly-sur-Seine

## Hydrologie
Im Regionalen Naturpark Forêt d’Orient wurden zwei Seen künstlich angelegt, die als Rückhaltebecken für die Aube dienen, bei starker Wasserführung eine Überschwemmung von Paris verhindern und bei geringer Wasserführung einen Ausgleich zur Aufrechterhaltung der Schifffahrt bilden sollen. Sie sind mit Zu- und Ablaufkanälen mit dem Fluss verbunden. Es sind dies:
- Lac d’Auzon-Temple (Oberfläche: 20 km², Volumen: 148 Millionen m³, Inbetriebnahme: 1990)
- Lac Amance (Oberfläche: 5 km², Volumen: 22 Millionen m³, Inbetriebnahme: 1990)

## Nebenflüsse
| Linke Nebenflüsse: - Aubette 20 km - Coupe-Charme 24 km - Landion 24 km - Amance 13 km - Auzon 40 km - Barbuise 36 km | Rechte Nebenflüsse: - Aujon 68 km - Bresse 12 km - Voire 56 km - Ravet 16 km - Meldançon 26 km - Puits 33 km - Huitrelle 23 km - Herbissonne 14 km - Salon 14 km - Superbe 40 km - Ru de Choisel 15 km |